# Elezioni legislative nei Paesi Bassi del 1948
Le elezioni legislative nei Paesi Bassi del 1948 si tennero il 7 luglio per il rinnovo della Tweede Kamer.

## Risultati
| Liste                                                       | Voti      | %     | Seggi |
| ----------------------------------------------------------- | --------- | ----- | ----- |
| Partito Popolare Cattolico                                  | 1 531 154 | 31,04 | 32    |
| Partito del Lavoro                                          | 1 263 058 | 25,60 | 27    |
| Partito Anti-Rivoluzionario                                 | 651 610   | 13,21 | 13    |
| Unione Cristiana-Storica                                    | 452 926   | 9,18  | 9     |
| Partito Popolare per la Libertà e la Democrazia             | 391 908   | 7,94  | 8     |
| Partito Comunista dei Paesi Bassi                           | 381 997   | 7,74  | 8     |
| Partito Politico Riformato                                  | 116 934   | 2,37  | 2     |
| Lista Welter                                                | 62 376    | 1,26  | 1     |
| Partito della Classe Media                                  | 40 949    | 0,83  | –     |
| Gruppo Indipendente Nazionale                               | 22 175    | 0,45  | –     |
| Partito Progressista per il Governo Mondiale - Vecchio SDAP | 15 322    | 0,31  | –     |
| Partito Comunista Rivoluzionario                            | 2 224     | 0,05  | –     |
| Totale                                                      | 4 932 959 | 100   | 100   |